# Rutiodon
Rutiodon var ett släkte arkosaurier som levde under mitten av trias. Fossil från Rutiodon har påträffats i Tyskland och Schweiz samt Arizona, New Mexico, North Carolina och Texas i USA. 
Rutiodon påminde om dagens gavialer. Rygg, sidor och svans var täckta av benplattor, och den långa nosen med en lika lång mun var full av tänder, troligen främst avsedda för att fånga fisk, men den åt troligen även andra kräldjur. Rutiodon hade dock näsborrarna placerade på en benig klump nära ögonen. Rutiodon kunde bli upp till tre meter lång.
Minst två arter är beskrivna:
- Rutiodon carolinensis
- Rutiodon rostratus